# Standard Luik in het seizoen 2001/02
Standard Luik begon ook het seizoen 2001/02 met Michel Preud'homme als hoofdcoach. Dominique D'Onofrio bleef zijn assistent, terwijl Christian Piot zijn collega Jean Nicolay opvolgde als keeperstrainer. In de zomer van 2001 werd de spelerskern aanzienlijk afgeslankt. Met Daniel Van Buyten, Tibor Selymes, António Folha, Joseph Yobo en de Kroaten Vedran Runje, Robert Prosinečki en Ivica Mornar zag Standard enkele opvallende namen vertrekken. Van Buyten, Runje en Yobo werden bij het bevriende Olympique Marseille ondergebracht. Ook Jurgen Cavens, die net als Eric Van Meir en Gonzague Vandooren in de zomer van 2002 bij Lierse SK werd weggeplukt, werd meteen aan de Franse club uitgeleend. Na de winterstop keerde de spits terug naar Luik. Later werd er een onderzoek geopend naar de vele transfers en verdachte geldstromen tussen Standard en Marseille, twee clubs die achter de schermen geleid werden door de entourage van Robert Louis-Dreyfus en Luciano D'Onofrio. Ook de transfer van Ivica Mornar naar rivaal RSC Anderlecht werd later door het Luikse gerecht onderzocht.
Maar ondanks de vele in- en uitkomende transfers slaagde Standard er ook in het seizoen 2001/02 niet in om een prijs te veroveren. Nochtans verloor het team van Preud'homme geen enkele topwedstrijd. Voor de winterstop won Standard de toppers tegen Anderlecht en Club Brugge en speelde het gelijk tegen seizoensrevelatie KRC Genk. Na de winterstop speelden de Rouches gelijk tegen Anderlecht en Club Brugge en won het in eigen huis met 2-0 van Genk. Het elftal van Preud'homme liet vooral tegen de zogenaamd kleine tegenstanders punten liggen. Nederlagen tegen onder meer RWDM, Sint-Truiden, La Louvière en Excelsior Moeskroen zorgden ervoor dat Standard uiteindelijk op de vijfde plaats belandde, ver achter Genk, Club Brugge en Anderlecht.
In de UEFA Cup overleefde Standard de laatste kwalificatieronde tegen het Macedonische FK Vardar. Daarna troffen de Rouches twee Franse clubs. In de eerste ronde werd RC Strasbourg uitgeschakeld, waarna Standard door Girondins de Bordeaux uit het toernooi werd gewipt. Standard verloor zowel de heen- als terugwedstrijd tegen Bordeaux met 0-2.
In de beker van België werd Standard al in de eerste ronde uitgeschakeld door titelverdediger Genk. Het team van Preud'homme verloor op Sclessin met 3-2.
In februari 2002 stelde de club oud-scheidsrechter Alphonse Constantin aan als algemeen directeur. In mei 2002 raakte bekend dat bondscoach Robert Waseige na het WK 2002 de nieuwe trainer van Standard zou worden.

## Selectie
| Nr.           | Naam               | Nationaliteit  | Geboortedatum | Vorige club                   |
| ------------- | ------------------ | -------------- | ------------- | ----------------------------- |
| Keepers       |                    |                |               |                               |
| 1             | Khalid Fouhami     | Marokko        | 25-12-1972    | 2000-2001 SK Beveren          |
| 16            | Filip Šušnjara     | Kroatië        | 07-04-1978    | 1992-1999 NK Osijek           |
| 18            | Dimitri Habran     | België         | 22-08-1975    | 1997-1998 RRFC Montegnée      |
| Verdedigers   |                    |                |               |                               |
| 3             | Ivica Dragutinović | Joegoslavië    | 13-11-1975    | 1996-2000 AA Gent             |
| 4             | Laurent Wuillot    | België         | 11-07-1975    | 1994-1999 Sporting Charleroi  |
| 5             | Eric Van Meir      | België         | 28-02-1968    | 1996-2001 Lierse SK           |
| 11            | Gonzague Vandooren | België         | 19-08-1979    | 2000-2001 Lierse SK           |
| 12            | Rabiu Afolabi      | Nigeria        | 18-04-1980    | 2000-2001 Napoli              |
| 13            | Godwin Okpara      | Nigeria        | 18-08-1971    | 1999-2001 Paris Saint-Germain |
| 14            | George Blay        | Ghana          | 07-08-1980    | 1996-1997 Sekondi Hasaacas FC |
| 25            | Joseph Enakarhire  | Nigeria        | 06-11-1982    | 1998-1999 Enugu Rangers       |
| 28            | Régis Genaux       | België         | 31-08-1973    | 1997-2003 Udinese             |
|               | David Brocken      | België         | 18-02-1971    | 1999 RSC Anderlecht           |
|               | Thibault Denoncin  | België         | 28-10-1984    | /                             |
| Middenvelders |                    |                |               |                               |
| 2             | Didier Ernst       | België         | 15-09-1971    | 1992-1993 Boom FC             |
| 6             | Johan Walem        | België         | 01-02-1972    | 2000-2001 Udinese             |
| 8             | Harold Meyssen     | België         | 24-07-1971    | 2000 Wüstenrot Salzburg       |
| 10            | Almani Moreira     | Guinee-Bissau  | 16-06-1978    | 1999-2001 Boavista            |
| 15            | Jonathan Walasiak  | België         | 23-10-1982    | /                             |
| 23            | Jinks Dimvula      | België         | 28-11-1982    | /                             |
| 24            | Mustapha Oussalah  | België         | 19-02-1982    | /                             |
|               | Manu Godfroid      | België         | 16-08-1972    | 1994-1998 Antwerp FC          |
| Aanvallers    |                    |                |               |                               |
| 7             | Jurgen Cavens      | België         | 19-08-1978    | 1995-2001 Lierse SK           |
| 9             | Michaël Goossens   | België         | 30-11-1973    | 1997-1999 FC Schalke 04       |
| 19            | Robert Špehar      | Kroatië        | 13-05-1970    | 2001 Galatasaray              |
| 20            | Ole Martin Årst    | Noorwegen      | 19-07-1974    | 1999-2000 AA Gent             |
| 21            | Ali Lukunku        | Congo-Kinshasa | 14-04-1976    | 1997-1998 AS Monaco           |
| 22            | Mohamed El Yamani  | Egypte         | 10-01-1982    | /                             |
| 26            | Cedric Olondo      | Congo-Kinshasa | 31-12-1982    | /                             |
| 29            | Antonio Caramazza  | België         | 22-03-1982    | /                             |

### Technische staf
|                 |                           |               |
| Functie         | Naam                      | Nationaliteit |
| Coach           | Michel Preud'homme (foto) | België        |
| Assistent-coach | Dominique D'Onofrio       | België        |
| Keeperstrainer  | Christian Piot            | België        |
| Physical coach  | Mario Innaurato           | België        |
| Dokter          | Richard Maréchal          | België        |
| Dokter          | Nebojša Popović           | Joegoslavië   |
| Fysiotherapeut  | Jean Bourguignont         | België        |
| Fysiotherapeut  | Milou Delsaer             | België        |

## Transfers

### Zomer

#### Inkomend
- Jurgen Cavens (Lierse SK)
- Almani Moreira (Boavista)
- Khalid Fouhami (SK Beveren)
- Eric Van Meir (Lierse SK)
- Gonzague Vandooren (Lierse SK)
- Johan Walem (Udinese)
- Godwin Okpara (Paris Saint-Germain)
- Rabiu Afolabi (Napoli) (einde huur)

#### Uitgaand
- Liviu Ciobotariu (RAEC Mons)
- António Folha (AEK Athene)
- Daniel Kimoni (Grazer AK)
- Ivica Mornar (RSC Anderlecht)
- Robert Prosinečki (Portsmouth)
- Vedran Runje (Olympique Marseille)
- Tibor Selymes (Szombathelyi Haladás)
- Daniel Van Buyten (Olympique Marseille)
- Vinícius (Fluminense)
- Petr Vlček (Panionios)
- Joseph Yobo (Olympique Marseille)
- Jurgen Cavens (Olympique Marseille) (huur)

### Winter

#### Inkomend
- Robert Špehar (Galatasaray)
- Régis Genaux (Udinese)
- Jurgen Cavens (Olympique Marseille) (einde huur)

## Eerste Klasse

### Klassement
|         |    |                      | P  | W  | G  | V  | +  | -  | DS  | Ptn |
| ------- | -- | -------------------- | -- | -- | -- | -- | -- | -- | --- | --- |
| K (CL)  | 1  | Genk                 | 34 | 20 | 12 | 2  | 85 | 43 | +42 | 72  |
| (CL)    | 2  | Club Brugge          | 34 | 22 | 4  | 8  | 74 | 41 | +33 | 70  |
| (UEFA)  | 3  | Anderlecht           | 34 | 18 | 12 | 4  | 71 | 37 | +34 | 66  |
|         | 4  | AA Gent              | 34 | 16 | 10 | 8  | 62 | 51 | +11 | 58  |
|         | 5  | Standard Luik        | 34 | 15 | 12 | 7  | 57 | 38 | +19 | 57  |
| (beker) | 6  | Excelsior Moeskroen  | 34 | 17 | 5  | 12 | 68 | 40 | +28 | 56  |
|         | 7  | Sporting Lokeren SNW | 34 | 15 | 10 | 9  | 43 | 33 | +10 | 55  |
|         | 8  | Sint-Truiden         | 34 | 16 | 5  | 13 | 52 | 47 | +5  | 53  |
|         | 9  | Germinal Beerschot   | 34 | 11 | 16 | 7  | 68 | 51 | +17 | 49  |
| D       | 10 | Molenbeek            | 34 | 13 | 5  | 16 | 50 | 59 | -9  | 44  |
|         | 11 | La Louvière          | 34 | 12 | 8  | 14 | 41 | 52 | -11 | 44  |
|         | 12 | Charleroi            | 34 | 11 | 6  | 17 | 40 | 63 | -23 | 39  |
|         | 13 | Lommel               | 34 | 10 | 9  | 15 | 54 | 66 | -12 | 39  |
|         | 14 | Westerlo             | 34 | 9  | 9  | 16 | 49 | 61 | -12 | 36  |
|         | 15 | Lierse               | 34 | 9  | 8  | 17 | 45 | 55 | -10 | 35  |
|         | 16 | Antwerp              | 34 | 7  | 10 | 17 | 47 | 67 | -20 | 31  |
| D       | 17 | Eendracht Aalst      | 34 | 4  | 9  | 21 | 32 | 73 | -41 | 21  |
|         | 18 | Beveren              | 34 | 2  | 8  | 24 | 30 | 91 | -61 | 14  |

P: wedstrijden gespeeld, W: wedstrijden gewonnen, G: gelijke spelen, V: wedstrijden verloren, +: gescoorde doelpunten, -: doelpunten tegen, DS: doelsaldo, Ptn: totaal punten
K: kampioen, D: degradeert, (beker): bekerwinnaar, (CL): geplaatst voor Champions League, (UEFA): geplaatst voor UEFA-beker